# Stadsgewestelijk Materieel
Stadsgewestelijk Matrieel är tre generationer förortstågsätt byggda av Waggonfabrik Talbot på 1970- och 1980-talen tjänstgörandes som Sprinters för Nederlandse Spoorwegen. Ytterligare namn är Elektriche Materieel '74 och Plan Y. Första generationen saknade övergång mellan vagnsdelarna.

## Första generationen: SGM-0
De första 15 Plan Y-enheterna byggdes för användning på Zoetermeer Stadslijn och hade därför varken första klass, toalett eller gångar över koppel. 

### NachtSprinter
År 1994 konverterades vagn 2008 till prototyp för ett nytt koncept. Den skulle köras, liksom resten av SGM 0-tågen, på Zoetermeer Stadslijn (i folkmun kallad Sprinter). Men denna tjänst var inte lyckad på grund av just faktum att man valde en SGM-0-vagn, närmare bestämt att den saknade toalett. Så planen på den nya tjänsten avbröts och har inte återupptagits sedan dess, dels för att Zoetermerbanan (och Hoofdpleinlijn) konverterats till RandstadRail och dels för att det med tiden och uppkomsten av Nacthet har ansetts onödigt med ytterligare nattida trafik.

## Andra generationen: SGM 1
År 1977 beställdes 60 vagnar, numrerade 2021–2080. Dessa vagnar hade gång över koppel och toalett men saknade fortfarande första klass. Detta tillkom år 1983 då vagn 2036–2080 förstärktes till trevagnsenheter.

## Tredje generationen: SGM 2
Dessa vagnar levererades samtidigt som 2036–2080 förstärktes. dock direkt som trevagnsenheter. Dessa fick nummer 2881–2895. När leveransen var klar hade antalet trevagnsenheter fördubblats.

### StrandSprinter
På 1990-talet förkortades intercitylinjen Heerlen-Maastricht-Haarlem-Zandvort aan Zee till Haarlem på grund av att tågen var för långa för perrongerna vid stationer Overveen och Zandvoort aan Zee, vilket betydde att NS var tvungna att sätta in en extralinje mellan Haarlem och Zandvoort vilket blev StrandSprinter. För denna linje valde de att använda SGM-II 2026 och 2028 vilka fick en speciell färgsättning.

## Fjärde generationen: SGMm
Mellan 2003 och 2006 hade Bombardier uppdraget att modernisera alla trevagnsenheter, detta förlade de till anläggningen i Randers. Moderniseringen bidrog till att förstaklassavdelningen försvann och ersattes av ståplatser.

## Användning
- 40 Uitgeest - Amsterdam - Gouda - Rotterdam
- 41 Rotterdam Centraal - Hoek van Holland Haven/Hoek van Holland Strand
- 42 Rotterdam Centraal - Maassluis West
- 47 Alkmaar - Uitgeest - Amsterdam - Almere Oostwardes - Lelystad Centrum (sträckorna Alkmaar-Utgeest och Almere-Lelystad trafikeras endast vardagar)
- 5800 Amersfoort Vathorst - Amsterdam - Uitgeest
- 6300 Haag - Leiden - Haarlem - Haarlem-Spaarnwoude - Sloterdijk - Amsterdam (Sträckan Haarlem-Amsterdam Centraal trafikeras endast rusningstid)
- 7500 Breuklen - Utrecht Centraal - Rhenen
- 9500 Gouda - Alphen aan den Rijn
- 9700 Rotterdam - Gouda Goverwelle
- 9800 Utrecht - Gouda - Haag
- 14200 "Strandsprinter" Rotterdam Centraal - Hoek van Holland Strand
- 13600/16000 Utrecht Centraal - Den Bosch - Breda
- 17400 Amsterdam Centraal - Breuklen - Utrecht Centraal - Veenendaal Centrum (sträckorna Amsterdam - Breuklen och Utrecht - Veenendaal Centrum trafikeras endast vardagar)
- 19500 Spitspendel Leiden Centraal - Alphen aan den Rijn - Gouda (endast rusningstid)
- 19800: Den Haag Centraal - Gouda Goverwelle

Numera är järnvägslinjen Schiedam - Hoek van Holland konverterad till snabbspårväg.